# 漢堡市長
漢堡市長是德國漢堡市的最高負責人。汉堡歷史上是一个帝国自由城市。市长的地位相当于一个主权国家元首。在1871-1918年的德意志帝国期間，汉堡市长相当于德意志帝國的邦國國王。第一次世界大战前，漢堡市长的任期为一年。自1918年起，該職位相當於德國各州的部长兼总统。1997年起，漢堡市長由汉堡议会選舉產生。